# Маркези, Сузанна
Суза́нна Марке́зи (итал. Susanna Marchesi; 13 марта 1980, Ареццо, Италия) — итальянская гимнастка, участница летних Олимпийских игр 2000 года. Приняла участие в индивидуальных соревнованиях по художественной гимнастике.

## Спортивная биография
Заниматься спортивной гимнастикой Маркези начала в 8 лет в клубе «Петрарка» в Ареццо.
В 2000 году Маркези приняла участие в летних Олимпийских играх в Сиднее. В индивидуальном многоборье итальянская спортсменка с 7-м результатом пробилась в финал соревнований. В финале Маркези набрала сумму в 38,850 балла и заняла только 10-е место. И в квалификации и в финале наибольшее количество баллов итальянка набирала за исполнение упражнения с мячом.
Также Маркези несколько раз принимала участие в чемпионатах мира и Европы, но ни разу не смогла в многоборье попасть даже в десятку лучших.